# Ofer
Ofer (hebrejsky עֹפֶר, doslova „Kolouch“, v oficiálním přepisu do angličtiny Ofer) je vesnice typu mošav v Izraeli, v Haifském distriktu, v Oblastní radě Chof ha-Karmel.

## Geografie
Leží v nadmořské výšce 145 metrů na jihozápadním okraji pohoří Karmel, v silně zalesněné pahorkatině. Severozápadně od vesnice vybíhá směrem k moři vádí Nachal Šimri. Jižně od obce protéká hlubokým údolím vádí Nachal Tlimon, na kterým se jihozápadně od obce tyčí vrch Giv'ot Tlimon.
Obec se nachází cca 6 kilometrů od břehů Středozemního moře, cca 63 kilometrů severoseverovýchodně od centra Tel Avivu a cca 20 kilometrů jižně od centra Haify. Ofer obývají Židé, přičemž osídlení v tomto regionu je převážně židovské. Ovšem 10 kilometrů na severovýchod od vesnice leží na hřbetu Karmelu skupina sídel obývaných arabsky mluvícími Drúzy a cca 3 kilometry jihozápadně od mošavu stojí město Furejdis osídlené izraelskými Araby.
Ofer je na dopravní síť napojen pomocí místní komunikace, která sem odbočuje z dálnice číslo 4 v pobřežní nížině.

## Dějiny
Cca jeden a půl kilometru severozápadně od nynějšího mošavu se až do roku 1948 nacházela arabská vesnice Ajn Ghazal. Stála v ní chlapecká základní škola založená roku 1886 a další základní škola pro dívky. Dále tu byla muslimská svatyně al-Šajch Šahada. Roku 1931 v Ajn Ghazal žilo 1439 lidí v 247 domech. Během války za nezávislost v červenci 1948 v rámci Operace Šoter byla vesnice ovládnuta izraelskými silami a zdejší arabské osídlení skončilo. Zástavba arabské vesnice pak byla převážně zbořena.
Na pozemcích zaniklé arabské vesnice pak byl zřízen mošav Ofer, který byl založen v roce 1950. Jeho zakladateli byla skupina židovských imigrantů, kterou doplnili i rodilí Izraelci. Místní ekonomika je orientována na zemědělství a agroturistiku.

## Demografie
Podle údajů z roku 2014 tvořili naprostou většinu obyvatel v Ofer Židé (včetně statistické kategorie "ostatní", která zahrnuje nearabské obyvatele židovského původu ale bez formální příslušnosti k židovskému náboženství).
Jde o menší sídlo vesnického typu s dlouhodobě rostoucí populací. K 31. prosinci 2014 zde žilo 632 lidí. Během roku 2014 populace stoupla o 0,2 %.
| Rok            | 1961 | 1972 | 1983 | 1995 | 2001 | 2003 | 2004 | 2005 | 2006 | 2007 | 2008 | 2009 | 2010 | 2011 | 2012 | 2013 | 2014 |
| -------------- | ---- | ---- | ---- | ---- | ---- | ---- | ---- | ---- | ---- | ---- | ---- | ---- | ---- | ---- | ---- | ---- | ---- |
| Počet obyvatel | 189  | 225  | 242  | 285  | 328  | 344  | 367  | 375  | 402  | 416  | 427  | 629  | 627  | 636  | 609  | 631  | 632  |